# Qal'eh-ye Tol
Qal'eh-ye Tol (in persiano قلعه‌تل‎) è una città dello shahrestān di Baghmalek, circoscrizione Centrale, nella provincia del Khūzestān. Aveva, nel 2006, una popolazione di 8.604 abitanti.